# Simon Woolford

a Compétitions nationales et continentales officielles uniquement.

b Matchs officiels uniquement.
Simon Woolford, né le 7 avril 1975 à Young (Australie), est un ancien joueur australien de rugby à XIII reconverti en tant qu'entraineur. Il évolue en tant que joueur au poste de talonneur ou de demi de mêlée en National Rugby League, tout d'abord aux Raiders de Canberra devenant capitaine de l'équipe puis Dragons de St. George dans les années 1990 et 2000, comptant également une sélection en City vs Country Origin en 2002.
Après sa carrière sportive, il prend en tant qu'entraîneur les Blues de Queanbeyan en Canberra Rugby League puis ceux de Newcastle en New South Wales Cup. En 2018, il est appelé en cours de saison pour remplacer Rick Stone à la tête d'Huddersfield en Super League.

## Palmarès

### En tant que joueur
- Collectif :
  - Vainqueur de la National Rugby League : 1994[1],[2] (Canberra).

### Performances d'entraîneur
| Club                | Début         | Fin      | Résultats |
| ------------------- | ------------- | -------- | --------- |
| Huddersfield Giants | 29 avril 2018 | en cours |           |